# 1068 Nofretete
Nofretete (asteróide 1068) é um asteróide da cintura principal, a 2,6414504 UA. Possui uma excentricidade de 0,0922782 e um período orbital de 1 813,13 dias (4,97 anos).
Nofretete tem uma velocidade orbital média de 17,46014642 km/s e uma inclinação de 5,50331º.
Esse asteróide foi descoberto em 13 de Setembro de 1926 por Eugène Delporte.